# جولييان مارتشينا
جولييان مارتشينا (بالإسبانية: Julián Marchena)‏ هو كاتب وشاعر كوستاريكي، ولد في 14 مارس 1897 في سان خوسيه في كوستاريكا، وتوفي بنفس المكان في 5 مايو 1985.